# 1925-ös magyar asztalitenisz-bajnokság
Az 1925-ös magyar asztalitenisz-bajnokság a kilencedik magyar bajnokság volt. Ettől az évtől a bajnokságot a Magyar Asztalitenisz Szövetség írja ki, valamint női egyéniben és vegyes párosban is rendeztek bajnokságot. A bajnokságot március 13. és 15. között rendezték meg Budapesten, a Hitelbank nagytermében.

## Eredmények
| Versenyszám  | Arany                                      | Arany | Ezüst                                            | Ezüst | Bronz                                            | Bronz |
| ------------ | ------------------------------------------ | ----- | ------------------------------------------------ | ----- | ------------------------------------------------ | ----- |
| Férfi egyéni | Mechlovits Zoltán MTK                      |       | dr. Pécsi Dániel MTK                             |       | dr. Jacobi Roland BBTE                           |       |
| Női egyéni   | Kornfeld Mária egyesületen kívüli          |       | Bleyer Teréz KISOSZ                              |       | Sipos Anna Nemzeti SC                            |       |
| Férfi páros  | Mechlovits Zoltán, dr. Pécsi Dániel MTK    |       | dr. Jacobi Roland, Kehrling Béla BBTE            |       | Székely Zoltán, dr. Fekete Győző Mátyásföldi LTC |       |
| Vegyes páros | dr. Jacobi Roland, Wollemann Istvánné BBTE |       | Mechlovits Zoltán, Lányi Alice MTK, Hitelbank SE |       | dr. Pécsi Dániel, Sipos Anna MTK, Nemzeti SC     |       |